# Franz Arczynski
Franz Arczynski (* 10. Oktober 1886 in Lubau, Westpreußen; † 13. Juli 1946 in Eßlingen am Neckar) war ein deutscher Gewerkschaftsfunktionär und Politiker (MSPD, SPD und Sozialdemokratische Partei der Freien Stadt Danzig).

## Leben
Franz Arczynski war der Sohn eines Arbeiters. Er machte nach dem Besuch der Volksschule eine Lehre als Uhrmacher und arbeitete bis zum Jahr 1914 als Metallarbeiter. Arczynski arbeitete seit 1905 als Geschäftsführer im Metallarbeiterverband. April 1914 bis 1915 war er Geschäftsführer des Metallarbeiterverbands in Rathenow. Ab 1915 war er Kriegsteilnehmer und 1916–1917 Zwangsarbeiter in der Kriegsindustrie, zuletzt in Danzig.
Von November 1918 bis 1919 war er Mitglied des Vollzugsausschusses der Arbeiterräte für Westpreußen und im April 1919 Delegierter zum 2. Rätekongreß in Berlin.
1918 bis 1921 war er Gewerkschaftssekretär und Vorsitzender des Gewerkschaftskartells bzw. des Allgemeinen Gewerkschaftsbundes in Danzig. 1921 bis Dezember 1928 war er Geschäftsführer des Metallarbeiterverbands in Danzig und Hauptbevollmächtigter der Kranken- und Sterbekasse der Metallarbeiter für die Freie Stadt Danzig.
In den Jahren 1918 bis 1923 war er Stadtverordneter in Danzig. 1920 gehörte er zunächst der Verfassungsgebenden Versammlung und danach für die Sozialdemokratische Partei der Freien Stadt Danzig bis 1930 dem Volkstag an. 1927 war er Vorsitzender der Presskommission. 1928 wurde er Mitvorsitzender der SPD-Volkstagsfraktion Danzig
Im Jahr 1928 wurde Franz Arczynski in der Freien Stadt Danzig im Senat Sahm III (1928–1931) zum Senator für öffentliche Arbeiten im Senat der Freien Stadt Danzig ernannt. Januar 1928 bis Dezember 1928 war er zunächst ehrenamtlicher Senator und Dezember 1928 bis Januar 1931 hauptamtlicher Senator.
Er war Mitbegründer und langjähriger Vorsitzender der Freien Volksbühne in Danzig. 